# 円一輝
円 一輝（まどか かずき、1974年 - ）は、日本のAV監督、俳優（自称 元アクションスター）。
株式会社ホットエンターテイメント2007年～2021年在籍。
一円（いちえん）、STUDIO ZEROという別監督名義もある。
2021年ホットを退職、その後フリー監督として活動。
趣味で舞台俳優、アクション俳優としての顔も持つ。

## 略歴
- ホットエンターテイメント入社後、ほどなくして編集部部長となり、以来、数年間、編集作業を続けてきた。
- 川崎軍二監督との親交が深く、ドラマ作品のノウハウを学ぶ。
- 2012年頃から制作業務にも携わるようになり、2014年3月10日発売「さよなら、シングルハウス」での初監督および出演を果たし、円一輝として活動を始める[1]。
- ホットエンターテイメントのレーベル「TOKYO LUV TRENDY」の制作に深く関わり、イベントやライブ配信（ササヅカちゃんねる）にも力を注いでいた。
- 2018年、2019年には『俺たちの旅』『太陽にほえろ！』『ゆうひが丘の総理大臣』『毎度おさわがせします』等の脚本を手がけた畑嶺明氏主宰の劇団で舞台に立った（星野瞬 名義）。

## 人物
- 長崎県長崎市出身。身長170cm、AB型。
- 元アクション俳優。ドラマ『池袋ウエストゲートパーク』にチョイ役で出演していた[1]。
- AV業界では異色の脱がない男優である[1] 。
- レディビアードのビデオに出演している[2]。

## 監督・出演作品

### アダルトビデオ（女性向け作品）
- さよなら、シングルハウス（HJT-005）（TOKYO LUV TRENDY、2014年3月10日）出演:仲丘たまき、内村雅人、滝川かのん、浜口リュウ、円一輝
- ぼくの初恋はきみでした（HJT-007）（TOKYO LUV TRENDY、2014年7月10日）出演:夏目優希、桐谷潤也、加藤ツバキ、志戸哲也、円一輝
- NOT LOVE（HJT-009）（TOKYO LUV TRENDY、2014年12月10日）出演:内村雅人、大島丈、美泉咲、内村りな、円一輝、真琴
- プレミアム ムータン（TOKYO LUV TRENDY、2015年5月10日発売）

### アダルトビデオ（男性向け作品）
すべてホットエンターテイメント発売
- 素人熟女を発情させろ！AV撮影現場観覧募集でやってきたカモねぎおばさん達にAVガラミを見せ付けて成り行き的予測不能なSEX撮影!?（2015年9月1日）
- おやじちゃれんじ可愛い講師がエロく優しく教える中出し個人授業（2015年12月10日）出演:笹本梓、川奈まい、舞園にこ
- 女体観察研究所 ～十人十色の敏感娘たち～（2016年1月8日）出演:希咲あや、芦川芽依、HIKARI、茜むぎこ、並木せつな、今井キキ、上杉さち、今浪そな、大見はるか、西口あられ
- 別々によっぱらった素人男女がホテルの中で初対面（2016年3月10日）出演：夢実あくび（夢見あくび、新田あくび、小川まどか）
- 初めてのナンパ!! ～ストリート編～ 天才ナンパ師のレクチャーを受けた素人男子が勇気を持って初挑戦!!（2016年4月10日）出演：夏目優希
- 闇営業のヤリすぎパブ 2000円飲み放題！ヤリ放題!! 一般男性を誘い込み一夜限りの店内FUCK !!（2016年5月10日）出演:紺野ひかる、藤本紫媛、美月あおい、可愛まゆ
- 初対面の男女で2次会したら中出しSEXしちゃうのか!? 渋谷編（2016年7月10日）出演:阿部乃みく
- 美人教師が嘘みたいな濃密個別指導!? もしも社会人向け個人レッスンで先生が突然生ハメを迫ってきたら･･ 最初は戸惑う一般男性の勃起した興奮チンコ！精液搾り取りマシーンと化した発情中のエロ先生との即ハメセックス！生中出し4発!!（2016年7月10日）出演:波多野結衣、あゆみ千紗、一条リオン
- 元祖人妻ナンパ エロい奥さんに生中で精子25発出して来い!!（2016年9月1日）
- 街でナンパした●っぱらい巨乳と2次会開催！！ 終電も無くなっちゃったし盛り上がった勢いでハイテンション中出し！？（2016年11月10日）出演：一条リオン
- リアル素人縁結び企画 憧れの同僚社員とデキるかな？ お節介すぎるほどお世話します！二人っきりにさせて生盗撮〔シリーズ〕（2017年～）
- 綺麗なおばさんが優しくねっとりしてあげる ガチ童貞筆下ろしドキュメント〔シリーズ〕（2017年～）
- 取り合い！喰い合い！熟女合コン 飲んで！騒いで！ヤリまくる！これが大人の飲み会だ！！〔シリーズ〕（2018年～2019年）
- こっそり姉の部屋を物色していたら彼氏を連れて帰ってきた姉 出るに出られずクローゼットに隠れていたら、決して見てはいけない姉のフェラを見てしまった妹は発情！それに気づいた彼氏は…〔シリーズ〕（2018年）
- 絶倫シングルファザー！PTAの懇談会で男はボク1人だけ 妻と別れてご無沙汰のボクに同情したのか？今日は超積極的にママさん達が急接近！真昼間から暴走ハーレム不倫SEX！（2018年5月10日）
- 生配信に出演してくれませんか？素人女性はお酒のノリと放送ギリギリのスケベ企画でハメ倒せるか！？（2018年6月10日）
- 父親が再婚して突然出来た義母妹は超無防備で胸チラしまくり！義理とはいえ家族なのに勃起してしまったボク それに気付いた義妹は無邪気にからかってきたからボクは抑えきれずに手を出したところを義母に見られて後にも引けず近親○姦泥沼中出し！〔シリーズ〕（2018年）
- 【VR】海ナンパVR！押しに弱い超乳ビキニお姉さんを土下座で頼み込んで顔騎でイかせる生中出しセックス！（2018年08月30日）
- 【VR】海ナンパ長尺VR！押しに弱い超乳巨乳ビキニお姉さんを土下座で頼み込んで顔騎でイかせる生中出しセックス！撮り下ろし2本立てスペシャル！！（2018年08月31日）
- 夜勤中の人妻看護師覗き 9（2018年11月10日）
- 素人娘生ヌル放送 清楚系からノリノリ女子まで予測不能なガチンコ企画！！股間がヌルっとしたところを口説き落とすヤラセなしのリアルSEX完全版〔シリーズ〕（2018年～2019年）
- ナンパ即ハメ！！釣り上げた新鮮女子大生とスグやりたい！～ラブホまで待ってられない～〔シリーズ〕（2019年～2020年）
- 夜勤中の人妻看護師 声が出せない状況で喘ぎ声を押し殺す密着セックス（2019年5月10日)
- ガチ！取り合い人妻合コン！！欲求不満の人妻ナース編（2019年7月10日）
- 極上ニューハーフエステ 隠れ家サロン誘惑性感フルコース（2019年9月10日）
- あなたよりエッチな知り合いを紹介してください！スケベな子の友達はヤリマンのハズ！誰が見ても何度ヤってもエロい‘すべらない女子’をハメ倒す！〔シリーズ〕（2019年～）
- 人妻ナンパ中出しイカセ〔シリーズ〕（2019年～STUDIO ZERO名義）
- 一流のおば様ナンパ セレブ美熟女中出しJAPAN〔シリーズ〕（2019年～STUDIO ZERO名義）
- 【VR】ナンパ即ハメ！！釣り上げた新鮮女子大生を野外でイタズラ！ノリでエスカレートしてぐちょぐちょになったところを生挿入ナマ中出し！！（2019年12月10日）
- 応募してきた素人女子 恥ずかしいけどおもいっきり逝ってみたかった女子が勢いで出演しちゃいました！！！（2020年1月10日）
- わけありおばちゃんのAV面接「こんなわたしでいぃんですか？」閉経間近のだらしない熟女は中出し問答無用！生ハメ撮影！〔シリーズ〕（2020年～）
- 【VR】闇営業の回春中出しエステ「お店には内緒ですよ…？」美人エステティシャンの卑猥なお誘いに戸惑いながらも全身舐め上げられてフル勃起！ズブリと生挿入されて我慢できずに濃厚中出し！！〔シリーズ〕（2020年）
- 民宿で突然夜●いされた熟女おかみ 抵抗するも男のガチさに身体がHモード覚醒「せっかくなら楽しみたい・・」という割り切り中出しSEX（2020年3月10日）
- 【VR】●っぱらいお姉さんをお持ち帰り！…しようとしたら逆に飲まされ潰され気づいたらベッドの上…両手両足を拘束され淫乱覚醒したお姉さんにメチャメチャに犯●れた件〔シリーズ〕（2020年）
- 布団に潜り込んできてフェラチオしてくる最高にかわいい彼女〔シリーズ〕（2020年～）
- しゃぶらせて… 欲求不満熟女の誘惑口淫〔シリーズ〕（2020年～）
- 自撮りエッチ〔シリーズ〕（2020年～）
- はるみと銀次（2020年9月28日）

### オリジナルビデオ（一般作品）
- レディビアード・ジャスティス・ファイト ～愛と勇気とビキニと髭と～[2]（2015年2月1日）※稲葉ヨシヲ監督作品、アクション俳優として出演。
- 潜入捜査官～鳥籠の女豹～（2019年6月）出演者：雨宮留菜、山本圭一(山本圭壱)、オラキオ、金山寿甲、篠原正明　※星野瞬 名義で出演

### 「一円」名義のアダルトビデオ
すべてホットエンターテイメント発売
- 美魔女ナンパ!! 生ズキ40代 しみけんのガチ攻略〔シリーズ〕（2014～2016年）出演:しみけん
- 平日昼顔妻ナンパ中出し！15人4時間〔シリーズ〕（2015年）
- ビキニギャルを捕まえろ！真夏の海岸ナンパ！〔シリーズ〕（2015年）
- 友達＋友達だけどセックスしちゃお 40代には信じられない！！今ドキ若者の新常識！？（2014年10月10日）
- カップル向けAVモニター 謝礼に釣られた素人娘と即SEX！！（2014年12月10日）
- 素人お願いナンパ！腋を撮らせてとお願いしていけるとこまでイッちゃいました！（2015年7月10日）
- グラマラスで母性的なお姉さんが大人を誘惑する美少年と繰り広げる罪深いSEX （2015年12月10日）
- ビキニギャルがイキまくり！デカチン見せつけ海ナンパ（2016年8月10日）
- 海岸デカチンナンパ ビキニギャルが大興奮でイキまくりDX（2016年9月10日）
- 美魔女ナンパ！！しみけんが唸らす！熟女の理性吹き飛ぶ生FUCK！〔シリーズ〕（2016年～）出演:しみけん
- しみけんのガチ友ナンパ！リアル友達の前でイカセ・潮吹き・顔射・中出し！！（2017年3月10日）出演:しみけん
- 欲求不満の人妻に素股をお願いしたら愛液でヌルっと滑って生挿入！そのままミスって生中出し（2017年4月10日）
- 夏だよっ！海ナンパ 1枚めくれば即ま○こ…素人ビキニギャルのマン汁がぶ飲みパラダイス〔シリーズ〕（2017年）

## 出演番組

### インターネット番組
- ササヅカちゃんねる（ニコニコ生放送、毎週木曜日 20時～）
- 渋谷 LUV NIGHT（ニコニコ生放送、放送終了）
- AV紳士　第5夜（2019年5月、ピクションシネマ）

## ウェブ
- 救星戦隊ワクセイバー（2021年7月2日 - 7月30日、ギガ特撮チャンネル / YouTube） - イエローサン（スーツアクター）
- 救星戦隊ワクセイバー SEASON2（2022年10月29日 - 11月19日、ギガ特撮チャンネル / YouTube） - イエローサン（スーツアクター）、火鳥剛志 役